# Susma Chhemawati
Susma Chhemawati (nep. सुस्पा क्षमावती) – gaun wikas samiti w środkowej części Nepalu w strefie Dźanakpur w dystrykcie Dholkha. Według nepalskiego spisu powszechnego z 2001 roku liczył on 746 gospodarstw domowych i 3547 mieszkańców (1813 kobiet i 1734 mężczyzn).